# ミラーサイト
ミラーサイト（英語: mirror site）とは、元となるウェブサイトの全部、または一部分と同一の内容を持つウェブサイトのことである。サーバにかかる負荷を分散する目的で作られることが多く、元のウェブサイトとは異なるドメイン名を持つ場合もある。
ミラーサイトは、ウェブサイト上のコンテンツにアクセス要求が集中してサーバが過負荷で通信に遅延が生じたり、あるいは機能停止してしまうことを予防する目的で、同一の情報を保持しているサイトのことである。一般に高負荷が予想される場合に事前に設置するものだが、過去の事故に懲りて急遽設置することもある。
これは一種の分散処理ともいえるが、ドメイン名が異なる場合、どちらにアクセスするかはサイト閲覧側の自由意志に左右されるため、あまり負荷分散にならない場合もある。その一方では、インターネット上のホームページ開設サービスでも無料のサイトでは、利用規約やサービス形態の変更などにより、突如として個人のホームページが消滅する場合もあり、こういった消滅に備えて同一内容のホームページを複数設置する者もいる。
なおプロキシサーバ（プロクシとも）はインターネットへの接続を途中で中継させることで、キャッシュと呼ばれる通信データの一時複製を行い、同一リクエストに対してキャッシュ内のデータを提供することで通信の高速化を目指すが、過去に同サーバ経由でリクエストがあった内容しかキャッシュに残らないため、ミラーサイトとはその性格において異なる。

## 利点
ミラーサイトは一般に、あるサイトと同じ情報を複数の場所から閲覧できるようにする手段として使用される。特に、サイズの大きなファイルや大量のファイルを提供する場合に、アクセスの集中によるダウンロードの停滞などの混雑を緩和し、安定した運営を実現するのに役立っている。

### 負荷分散
あるウェブサイトが、そのウェブサイト運営者の資本に対して多数のユーザを獲得してしまった場合、大量のアクセスによりウェブサイト側の提供が追いつかなくなる場合がある。この場合、通常はウェブサイトの通信帯域を拡張して対処するが、アクセスの集中が一過性である、帯域の増強にかかる費用が見込まれる利益に見合わない、といった事態が見込まれる場合に、代替手段としてミラーサイトを立て、負荷の分散を図ることがある。
具体的な例としては、
1. Linuxなどの著名なソフトウェアが新規リリース、またはバージョンアップされた場合。
2. スラッシュドット効果に代表されるような、ニッチなウェブサイトがある日突然、脚光を浴びてしまった場合。

等が挙げられる。

### 遅延補償
地理的に離れたユーザに対し、サイトへのアクセスを高速化するために使用される場合がある。例えば、米国にあるサイトのミラーサイトを日本に設置することにより、日本にいるユーザは高速かつ安定した速度で目的の情報を入手することが出来るようになる。また、該当サイトへのアクセスによる日米間の通信インフラの消費を押さえることが出来るメリットもある。これは特定のウェブサイト専用のプロキシまたはキャッシュと見なすことができる。

### 検閲や規制の回避
政治的、思想的などの理由により、特定のウェブサイトが政府などの機関によりネット検閲・公開禁止等の規制を受ける場合がある。この規制を回避し、情報公開を目的として、規制を受けていない国にミラーサイトを立て、運営を継続する場合がある。
例として、2002年に中華人民共和国政府によりGoogleが遮断された際に、そのミラーサイトとなるelgooGが設置されている（関連：中国のネット検閲）。

### 記録の凍結保持
活動的なウェブサイトは更新頻度が高く常に新しい情報を発信する反面、過去の情報や古いデータなどについてはウェブサイトの運営の都合上削除されることもある。しかしながら、古い情報が必要となる場合も往々にしてあるため、ある時点でのサイトの内容をその時の状態で保存したミラーサイトもある。例として、ある企業でサポート対象外となった古い製品についての情報やファイルなどを提供する場合などが挙げられる。多くの場合、これらのミラーサイトは、元となるサイトの運営側ではなく、必要性を感じた有志やユーザの手によって設置される場合が多い。

## 問題点
片側の情報が古くなる
ミラーリングのように、平行して存在するサーバ間の同期処理（どちらかに新しい情報が書き込まれたら、もう片方をその情報に置き換える処理）を行わないと、片側の情報が古くなってしまう。
手間が二重化する
情報更新を手動で、双方のサーバに同一内容をアップロードしても良いが、手間が二重化する分、メンテナンス操作が煩わしくなる。
ログの結合が必要になる
電子掲示板など閲覧者参加コンテンツがある場合、双方にあるログの結合処理が必要になる。
運営コストが二重化する
当然ながらサーバの運営コストも二重化する。
SEO対策・アフィリエイトなどの問題
SEO対策のためにミラーサイト化が行われたり、アフィリエイト収入を目的としてミラーサイトを量産するなどの問題も存在する。

## プログラム
一般公開するミラーを立てるためのプログラムとして、以下のようなプログラムがある。
- rsync (en)
- CVSup (en)